# Eagle Point Township (Illinois)
Die Eagle Point Township ist eine von 24 Townships im Ogle County im Norden des US-amerikanischen Bundesstaates Illinois.

## Geografie
Die Eagle Point Township liegt im Norden von Illinois rund 60 km südlich der Grenze zu Wisconsin. Der Mississippi, der die Grenze zu Iowa bildet, befindet sich rund 40 km westlich.
Die Eagle Point Township liegt auf 41°58′38″ nördlicher Breite und 89°39′27″ westlicher Länge und erstreckt sich über 50,68 km².
Die Eagle Point Township liegt im äußersten Südwesten des Ogle County und grenzt im Süden an das Whiteside sowie im Westen an das Carroll County. Innerhalb des Ogle County grenzt die Eagle Point Township im Norden an die Brookville Township, im Nordosten an die Lincoln Township, im Osten an die Buffalo Township und im Südosten an die Woosung Township.

## Verkehr
Durch die Township verlaufen keine überregionalen Fernstraßen. Alle Straßen sind County Highways sowie weiter untergeordnete und zum Teil unbefestigte Fahrwege.
In Ost-West-Richtung verläuft durch die Eagle Point Township eine Eisenbahnlinie der BNSF Railway, die von Chicago nach Westen führt.
Der nächstgelegene Flugplatz ist der rund 25 km nordwestlich der Township gelegene Ogle County Airport.

## Bevölkerung
Bei der Volkszählung im Jahr 2010 hatte die Township 227 Einwohner. Neben Streubesiedlung existiert in der Eagle Point Township zwei (gemeindefreie) Siedlungen:
- Eagle Point
- Hazelhurst1

1 – teilweise im Carroll County